# 浅野八郎
浅野 八郎（あさの はちろう、1931年6月18日 - 2022年1月26日）は、日本の占い師、文筆家。

## 経歴
愛知県名古屋市出身。1954年早稲田大学文学部仏文科を卒業。翌年、同大学院よりフランスに留学。ソルボンヌ大学などで学ぶ。帰国後、1962年に『手相術』を発表し、大ベストセラーとなる。日本占術協会会長、国際予想科学協会会長、アメリカ人間心理学会会員、ニューヨーク科学アカデミー国際会員。
1969年、日本万国博覧会の住友童話館において、コンピュータによる人相のパターン認識を用い性格判断を行った。
1974年11月22日、日本占術協会を創立し会長に就任。2014年12月22日、一般社団法人日本占術協会の名誉会長に就任。
2022年1月26日に死去。

## 出演番組
- 日曜ワイドラジオTOKYO（TBSラジオ）

## 著書
- 『手相術 自分で,自分の成功が予知できるか』（光文社、カッパ・ブックス） 1962
- 『あなたを実験する手相術 知りたいことズバリ教えます』（青春出版社、プレイブックス） 1964
- 『プレイボーイ占術』（秋田書店、サンデー新書） 1966
- 『人相術 自分を占い他人を占う古今の秘法』（実業之日本社、ホリデー新書） 1967
- 『アッ!? 心理試験 神秘の能力に挑戦するゲーム』（ベストセラーズ） 1968
- 『実践観相術』（桃源社、ポピュラー・ブックス） 1968
- 『能力開発ゲーム』（日本文華社、文華新書） 1968
- 『3分間人物鑑定法 面接・商談から交際まで役立つ』（実務教育出版） 1969
- 『成功人の手相 あなたは誰と似ているか』（ベストセラーズ） 1970
- 『幼児の手相 かくれた幸運と才能を発見する本』（光文社、カッパ・ホームス） 1970
- 『観破力 人に裏切られないために』（徳間ビジネス） 1971
- 『金運をつかむ あなたのツキを逃がすな』（徳間ビジネス） 1971
- 『面接試験 敵を知り、おのれを知るために…』（ダイワブックス） 1971
- 『恋愛・結婚愛の手相術』（主婦の友社） 1971
- 『開運の科学 あなたの運勢は変えられる』（サンポウブックス） 1972
- 『金運暦 生まれ年・生まれ月でわかる 昭和47年』（徳間ビジネス） 1972
- 『自分でできる手相占い よりよい運勢を切り開くために』（実業之日本社、実日新書） 1972
- 『心相術』（学習研究社） 1972
- 『生相術』（学習研究社） 1972
- 『体相術』（学習研究社） 1972
- 『手相術』（学習研究社） 1972
- 『人相術』（学習研究社） 1972
- 『落書きテスト ゲーム式101心理テスト』（海潮社） 1972
- 『あなたは占い師』（学習研究社、学研カラー版ジュニアチャンピオンコース） 1973
- 『会社運命学』（東洋経済新報社） 1973
- 『決断の運命学 あなたならどうする - チャンスをつかむ』（ダイヤモンド社） 1973
- 『あなたと彼の恋占い フランス式相性診断』（平安書店） 1974
- 『オカルト秘法 予言と超能力の創造』（講談社） 1974
- 『商売の秘伝 老舗の家憲にみる』（カルチャー出版社） 1974
- 『心理テストによる愛情・性格診断』（新星出版社） 1974
- 『ドッキリ心理テスト』（学習研究社、ユアコースシリーズ） 1974
- 『人相の見方』（東栄堂、現代易占シリーズ） 1974、のち改題文庫化『ひとり占い 第4集 (人相鑑定編)』(広済堂文庫）
- 『個性診断テスト あなたの魅力と能力を測る』（永岡書店、スーパーブックス） 1975、のち改題文庫化『ひとり占い 第2集 (心理ゲーム編)』（広済堂文庫）
- 『即席占い師入門 しろうとでもできる』（ベストセラーズ、ワニの豆本） 1975
- 『人間心理テスト 敵を知り、おのれを知れば…55のカギ』（池田書店） 1975
- 『あなたは心理学者 相手の秘密をさぐり出すチャート心理学』（青春出版社、プレイブックス） 1976
- 『手相で見る相性占い 誰と結ばれれば幸福になるか』（光文社、カッパ・ブックス） 1977
- 『相性心理テスト』（池田書店） 1978
- 『イヌ派とネコ派の人間学』（広済堂ブックス） 1978
- 『女の子の手相 愛を予知する』（ベストセラーズ、ワニの豆本） 1978
- 『相性診断』（高木信之絵、サンリオ） 1979
- 『愛情心理テスト あなたの愛をかなえる本』（池田書店） 1979
- 『あなたの夢占い』（広済堂出版、豆たぬきの本） 1979
- 『血液型相性診断 引きあう血液型・反発しあう血液型』（池田書店） 1979
- 『恋人占い』（広済堂出版、豆たぬきの本） 1979
- 『40歳からの開運学』（教育研究社） 1979
- 『アクションラブテスト』（学習研究社、ユアコースシリーズ） 1980
- 『浅野八郎のおまじない入門 厄よけ・願いごと・コックリさん』（池田書店） 1980
- 『おや? 手相の心理学 未知の自分を開く本』（ワニの本、ベストセラーシリーズ） 1980
- 『家憲の知恵 先人達の心の遺産』（潮文社） 1980
- 『血液型性格診断 血液型プラス生まれ月の神秘』（池田書店） 1980
- 『心理テスト 愛と欲望とタイプを解き明かす不思議なテスト』（池田書店） 1980
- 『ひとりでできる相性テスト集』（実業之日本社） 1980
- 『相性ピッタンコ』（広済堂出版、豆たぬきの本） 1981
- 『愛の夢判断』（実業之日本社） 1981、のち改題文庫化『夢の事典366日』（講談社+α文庫）
- 『血液型運勢診断 血液型が教える性格・愛情・相性・結婚』（池田書店） 1981
- 『SEX心理度テスト 彼と彼女の性の潜在意識をえぐる!』（池田書店） 1981
- 『ピタゴラスの大占術 「数命定理」で自分の未来が計算できる』（祥伝社、ノン・ブック） 1981
- 『絵とき手相占い 易者泣かせのモダン手相』（池田書店） 1982
- 『恋占い』（実業之日本社） 1982
- 『恋人心理テスト集』（実業之日本社） 1982
- 『生まれた日と場所でわかるジオマンシー暗示学 現実のあなたを証す予言術』（青春出版社、プレイブックス） 1983
- 『5分間で相手がわかる本 浅野八郎式マン・ウオッチング』（ダイヤモンドセールス編集企画） 1983
- 『花ことば』（青山みるく絵、サンリオ） 1983
- 『開運の自己診断テスト』（光風社出版） 1984
- 『恋がかなうラブラブ心理学』（実業之日本社） 1984
- 『子どもの手相 かくれた才能を見つけ出す 愛児の将来がこわいほどわかる!』（紀元社出版、イアラ・コレクション） 1974
- 『性格ゲーム 男と女の人間テスト』第1 - 12集（ワニ文庫） 1984 - 1993
- 『ひとり占いの本 フランス式愛情判断術』（講談社） 1984、のち改題文庫化『ひとり占い 愛情ズバリ60秒判断術 第1集』（広済堂文庫）
- 『血液型相性交際法』（成美堂出版、ステラ・ブックス） 1985
- 『血液型おもしろバンク』（日東書院） 1985
- 『幸せをつかむ夢占い』（成美堂出版、ステラ・ブックス） 1985
- 『ひみつの相性占い』（実業之日本社） 1985
- 『AB / B型女性の星占い』（成美堂出版、ステラ・ブックス） 1985
- 『マッチ棒のおもしろ心理学 不思議にあたる人間テスト』（ワニの本、ベストセラーシリーズ） 1985
- 『絵とき占い全書 手相・人相・占星術・姓名判断・易・血液型・夢判断ほか』（ナツメ社、ナツメ・ブックス） 1986
- 『おもしろ心理ゲーム55  ホントウの自分・相手のホンネが読みとれる!』（日本実業出版社、エスカルゴ・ブックス） 1986
- 『手相学大鑑 古今東西のしあわせの知恵』（日貿出版社） 1986
- 『人を読む法・101の視点 一目でわかる相手の性格』（PHP研究所） 1986、のち文庫
- 『赤ちゃんの名づけ字典 パパとママの心理テスト&姓名判断で決める』（みずうみ書房） 1987
- 『「おまじない」の魔力 恋愛、健康、金運の知恵』（光文社、カッパ・ホームス） 1987
- 『恋占い心理テスト』（池田書店、女の子の恋心ワクワクシリーズ） 1987
- 『恋の占い、おまじない』（池田書店、女の子の恋心ワクワクシリーズ） 1987
- 『ステキな彼とのおつきあい相性テスト』（池田書店、女の子の恋心ワクワクシリーズ） 1987
- 『愛の心理テスト 彼とあなたの潜在意識をチェック!』（池田書店） 1988
- 『すてきなおつきあい入門』（説話社編、実業之日本社） 1988
- 『すてきな女の子入門』（説話社編、実業之日本社） 1988
- 『世界の恋占い・おまじない』（実業之日本社） 1988、のち改題文庫化『一人占い 第3集 (おまじない編)』（広済堂文庫）
- 『リッチマンテスト あなたの金運度をズバリ診断!』（ダイナミックセラーズ） 1988
- 『絵でわかる心理学 不可思議な心の秘密をさぐり出す』（日本実業出版社） 1989
- 『「きっかけ」のつくり方 ビジネスも恋愛も最初の3分間で決まる』（PHP研究所） 1989、のち文庫
- 『性格おもしろ心理ゲーム 自分の思わぬ素顔にドキッ、相手の意外な正体にビクッ』（日本実業出版社、エスカルゴ・ブックス） 1990 - 『浅野八郎のおもしろ心理テスト ホントのワタシに吃驚仰天?』（日東書院
- 『電話と手紙の心理学 顔は見えなくても心は見える』（日本実業出版社） 1990
- 『人間鑑定おもしろ読本』（広済堂文庫） 1990
- 『両思い? 性格チェック集』（説話社編、実業之日本社） 1990
- 『チャート式相性診断心理ゲーム あなたの恋愛、結婚、仕事、人間関係はうまくいくか』（日本実業出版社、エスカルゴ・ブックス） 1991
- 『人の"心"をつかむつき合い上手の心理学 あなたの運を呼び、成功の扉を開く』（ダイヤモンドセールス編集企画） 1991
- 『ほんとうの愛がみつかる相性テスト集』（説話社編、実業之日本社、モニクブックス） 1991
- 『60秒心理ゲーム 相手のココロがよくわかる』（広済堂ブックス） 1991、のち文庫
- 『おもしろ推理ゲーム あなたの脳細胞に挑戦する69のミステリー』（日本実業出版社、エスカルゴ・ブックス） 1992
- 『ちょっと気になる「愛情」心理学 爆笑クリニック あの人の悩みがわかると幸せになる』（青春出版社） 1992
- 『人気独占! クラスの占い師入門』（説話社編、実業之日本社） 1992
- 『かくれた自分をみつける本 秘密の関係に気づく7つのSM講座』（二期出版） 1993
- 『「逆転運」のつかみ方 幸運を呼び込み、人生の勝利を導く53の法則』（PHP研究所） 1993
- 『60秒説得術 他人を見抜き、思いのままに動かす』（広済堂ブックス） 1994、のち改題文庫化『60秒こころをつかむ心理学』
- 『相手をつかむ第二印象力 人間関係のヒント』（光文社、カッパ・ホームス） 1995
- 『カバラ大占術 ユダヤの秘儀 破滅を予知し、運を伸ばす「数命」の知恵』（祥伝社、ノン・ブック） 1995
- 『30秒の読心術 相手の心理がアッという間に見える!』（太陽企画出版） 1995
- 『自分を知り相手を知る セールスチャンスを広げる運命学と心理学』（ダイヤモンドセールス編集企画） 1995
- 『22枚の予告図 タロットの深層心理分析 ユングが戦慄した時と運命の世界』（青春出版社、プレイブックス） 1996
- 『「超」開運両手占い 自分がわかる! 相手がよめる!』（光文社、カッパ・ブックス、複合開運シリーズ） 1997
- 『ルナ・アストロジー 「月の神秘」占い 満月の夜、あなたに起こる運命の偶然』（青春文庫） 1997
- 『手相診断 吉凶サインは手から読みとれ!』（説話社、カラー版開運ブックス） 1998
- 『風水でつかむ心理開運』（日東書院） 1998
- 『顔相の科学 運・相性の"読み方"がわかった!』愛蔵版（祥伝社、Non book） 1998
- 『浅野八郎の運を味方に生きる術』（リバティ書房） 1999
- 『占い大事典』（池田書店） 1999
- 『カバラ数運占術 かんたん、確実、驚異の的中』（竹内書店新社） 1999
- 『願いを実現おまじない』（主婦の友社） 1999
- 『浅野八郎の寿司占い 回転寿司にも完全対応』（日東書院） 2000
- 『浅野八郎の前世動物で知る性格14分類法』（ワニマガジン社） 2000
- 『動物心理テスト もう一人の自分発見!』（主婦の友社） 2000
- 『恋愛・結婚動物心理テスト 自分の愛を再点検!』（主婦の友社） 2000
- 『今すぐ運命を好転させる5つのルール』（主婦の友社） 2001
- 『会社占い 運勢心理テスト2002』（扶桑社） 2001
- 『雨の日は浮気が多い おもしろ天候心理学』（扶桑社） 2002
- 『実践! 家づくり風水』（成美堂出版） 2002
- 『「自分らしさ」に迷ったときの五感占い 本当の性格・適性・相性…がひと目でわかる』（青春出版社） 2002
- 『運をつかむちょっとした知恵 運のいい人、悪い人の違いは何か?!』（Kawade夢新書） 2002
- 『ほっぺにちゅ! ママとあかちゃんの幸せみつけた』（説話社） 2002
- 『あなたを心理分析する性格テスト』（Kawade夢新書） 2004
- 『一億人のためのハチロー式姓名判断』（太陽企画出版） 2004
- 『誰も知らない「運命」と「占い」の神秘』（実業之日本社） 2004
- 『富をつかむ運命の読み方 ユダヤ人大富豪の「成功の法則」』（宝島社） 2004
- 『プチSM占い あなたの恋を左右する深層心理』（河出書房新社） 2004
- 『ココロがわかる深層心理テスト』（日本文芸社） 2006
- 『チャンスをつかむ西洋占星術』（日本文芸社） 2006
- 『未来がわかる夢占い』（日本文芸社） 2006
- 『魔法の心理ゲーム 迷えるココロがスッキリする本』（ベストセラーズ） 2007
- 『「カバラ」占いの書』（説話社） 2009、のち改題文庫化『カバラ数秘術 ユダヤ最高の占術でわかるあなたの運命』（三笠書房、王様文庫）
- 『もう一人の「私」に会える不思議な心理テスト イラスト図解版』（河出書房新社） 2009
- 『運気アップ手相術 手のひらが教えてくれる幸せのサイン 悩みを解決して幸運な未来を引き寄せる本』（有楽出版社） 2012
- 『浅野八郎の占い心理学大全』（説話社） 2013
- 『一瞬で相手の心を透視できるフェイス・リーディング 性格と感情は「顔」で判断できる』（有楽出版社） 2013
- 『大人女子のおまじない百科』（主婦の友社） 2015.3
- 『いちばんやさしい手相入門』（ナツメ社） 2016.4

### 共著
- 『強運招福 赤ちゃんの名づけ』（白石准光共著、池田書店） 1979
- 『顔から見た政治家診断』（飯島清共著、山手書房） 1983
- 『超ヒーリングパワー 未知の潜在能力を導き出す』（ロバート・B・ストーン共著、広済堂ブックス） 1996
- 『風水が教える大開運 心理地理色彩植物自然』（九鬼天人共著、日東書院） 1996

### 翻訳
- 『私生児』（ヴィオレット・ルデュック、榊原晃三共訳、二見書房） 1966